# Roźwienica
Roźwienica is een dorp in het Poolse woiwodschap Subkarpaten, in het district Jarosławski. De plaats maakt deel uit van de gemeente Roźwienica en telt 720 inwoners.